# Thekidswhopoptodaywillrocktomorrow
Albums de Biffy Clyro
Blackened Sky
(2002)
Thekidswhopoptodaywillrocktomorrow est le premier EP du groupe écossais de rock alternatif Biffy Clyro, publié le 13 juin 2000, par Electric Honey.
Cet EP est publié lorsque le groupe étudiait au Stow College. Trois des quatre chansons ont ensuite été rééditées sur les albums suivants.

## Liste des chansons
Toutes les paroles sont écrites par Simon Neil, toute la musique est composée par Biffy Clyro.
| No | Titre             | Durée |
| -- | ----------------- | ----- |
| 1. | 57                |       |
| 2. | Hope for an Angel |       |
| 3. | Justboy           |       |
| 4. | Less the Product  |       |